# Ever Caballero
Ever cj Caballero (Asunción, Paraguay, 27 de abril de 1982) es un futbolista paraguayo. Juega de portero y su equipo actual es el Club Rubio Ñu de la División Intermedia.

## Trayectoria
Ha defendido la portería de varios clubes de Paraguay, Bolivia y México. Ganó la Copa Libertadores 2002 con Olimpia y el Torneo Apertura 2007 con Sportivo Luqueño.
A principios de 2011 se confirmaba su arribo al 3 de Febrero paraguayo, pero finalmente jugará por Deportes Copiapó de la segunda división de Chile, traspaso que fue catalogado como el más caro de toda la historia en esa categoría (1.500.000 dólares). Desde enero de 2012 es nuevo jugador del S. Luqueño. En diciembre de 2013 arregla con el Olimpia por un año.
''Olimpia (2002-2004)
En su primer ciclo con el Franjeado, logró títulos importantes a pesar de jugar casi nada, formó parte del plantel que ganó la Copa Libertadores 2002 y la Recopa Sudamericana 2003
Querétaro (México) 2005
Su primera aventura en el exterior fue en el país charro por 6 meses, con los Gallos Blancos jugó 10 partidos, debutando el 7 de agosto ante Atlético Mexiquense.
Bolívar (Bolivia) 2005-2006
Tras su efímero paso en México, recaló al popular Bolívar, donde tuvo varias presencias, incluyendo su activa participación en la Libertadores 2005, donde quedaron eliminados tempranamente.
The Strongest (Bolivia) 2006
Jugó el primer semestre con el conjunto paceño, teniendo destacada labor en el torneo boliviano y en la Copa Libertadores
Sportivo Luqueño (Paraguay) 2006-2007
Volvió a su tierra para vestir la camiseta auriazul, donde ocupó el banco constantemente por la gran campaña del otro golero Mario Villasanti, igualmente campeono con Luque en el Apertura 2007.
12 de Octubre (Paraguay) 2008
Estuvo brevemente en la institución de Itaugua, donde tuvo cierta regularidad que le permitió volver a su casa Olimpia ese mismo año.
Olimpia (Paraguay) 2008-2009
En su segunda etapa con el Rey de Copas fue nuevamente suplente, teniendo pocos minutos en el equipo base.
2 de Mayo (Paraguay) 
Paso al 2 de mayo, donde si tuvo buenos trabajos que le abrió puertas al golero a recalar a otro equipo fuerte.
Nacional (Paraguay) 2010
Bajo la conducción de Ever Almeida, Caballero arribo a la Academia, donde fue golero titular, además de jugar Libertadores.
Deportes Copiapó (Chile) 2011
Fue el jugador más caro de la Segunda División del f{utbol chileno, donde cuajó partidos buenos y malos.
Sportivo Luqueño (Paraguay) 2012-2013
Volvió al Chanchón, donde tuvo desempeños irregulares que no le permitieron ganarse el puesto titular, jugó una seguidilla de encuentros, pero sus errores lo relegaron nuevamente.
Olimpia (Paraguay) 2014- Presente
Tercer ciclo del guardavallas en el club, pocos partidos dísputados, siendo muy relegado por la calidad de arqueros que posse Olimpia, primeramente Cristian Campestrini, y ahora Víctor Centurión y Diego Barreto.

## Selección nacional
Ha sido internacional con la Selección de fútbol de Paraguay en la Copa Mundial de Fútbol Sub-17 de 1999, jugando 4 partidos.

### Participaciones en Copas del Mundo
| Mundial                     | Sede          | Resultado        |
| --------------------------- | ------------- | ---------------- |
| Copa Mundial Sub-17 de 1999 | Nueva Zelanda | Cuartos de final |

## Clubes
| Club                       | País     | Año           |
| -------------------------- | -------- | ------------- |
| Olimpia                    | Paraguay | 2002 - 2004   |
| Querétaro                  | México   | 2005          |
| Bolívar                    | Bolivia  | 2005          |
| The Strongest              | Bolivia  | 2006          |
| Sportivo Luqueño           | Paraguay | 2006 - 2007   |
| 12 de Octubre              | Paraguay | 2008          |
| Olimpia                    | Paraguay | 2008 - 2009   |
| 2 de Mayo                  | Paraguay | 2009          |
| Nacional                   | Paraguay | 2010          |
| Deportes Copiapó           | Chile    | 2011          |
| Sportivo Luqueño           | Paraguay | 2012 - 2013   |
| Olimpia                    | Paraguay | 2014 - 2015   |
| Guaraní                    | Paraguay | 2016 - 2017   |
| The Strongest              | Bolivia  | 2018          |
| Sportivo Luqueño           | Paraguay | 2019          |
| Club General Díaz de Luque | Paraguay | 2020          |
| 2 de Mayo                  | Paraguay | 2023          |
| Club Rubio Ñu              | Paraguay | 2024-presente |

## Palmarés

### Campeonatos nacionales
| Título          | Club    | País     | Año  |
| --------------- | ------- | -------- | ---- |
| Torneo Clausura | Olimpia | Paraguay | 2015 |
| Torneo Clausura | Guaraní | Paraguay | 2016 |

### Copas internacionales
| Título              | Club    | País     | Año  |
| ------------------- | ------- | -------- | ---- |
| Copa Libertadores   | Olimpia | Paraguay | 2002 |
| Recopa Sudamericana | Olimpia | Paraguay | 2003 |